# Division Nationale 2023-2024
La Division Nationale 2023-2024, nota anche come BGL Ligue 2023-2024 per motivi di sponsorizzazione, è stata la 110ª edizione della massima serie del campionato lussemburghese di calcio, iniziata il 5 agosto 2023 e terminata il 26 maggio 2024.
La squadra campione in carica era lo Swift Hesperange. Il campionato è stato vinto dal Differdange 03, al suo primo titolo nazionale.

## Stagione

### Novità
Al termine della stagione precedente sono stati retrocesse in Promotion d'Honneur l'Etzella Ettelbruck e l'Hostert, ultime due classificate in campionato. Al loro posto, dalla Promotion d'Honneur sono stati promossi Schifflange 95 e Marisca Miersch, prime due classificate.

### Formula
Le sedici squadre partecipanti si affrontano in un girone all'italiana con partite di andata e ritorno, per un totale di 30 giornate. Al termine del campionato la prima classificata è designata campione del Lussemburgo e ammessa al primo turno di qualificazione della UEFA Champions League 2024-2025. Le squadra seconda e terza classificate vengono ammesse al primo turno di qualificazione della UEFA Conference League 2024-2025 assieme alla vincitrice della coppa nazionale, ammessa al secondo turno.
Le ultime due classificate vengono retrocesse direttamente in Promotion d'Honneur, mentre la tredicesima e la quattordicesima classificata affrontano, rispettivamente, la quarta e la terza classificate in Promotion d'Honneur in uno spareggio promozione/retrocessione.

## Squadre partecipanti
| Club               | Città             | Stadio                                     | Stagione precedente       |
| ------------------ | ----------------- | ------------------------------------------ | ------------------------- |
| Differdange 03     | Differdange       | Stade Municipal de la Ville de Differdange | 5ª in Division Nationale  |
| F91 Dudelange      | Dudelange         | Stade Jos Nosbaum                          | 3ª in Division Nationale  |
| Fola Esch          | Esch-sur-Alzette  | Stadio Émile Mayrisch                      | 13ª in Division Nationale |
| Jeunesse Esch      | Esch-sur-Alzette  | Stade Op der Grenz                         | 7ª in Division Nationale  |
| Käerjeng 97        | Bascharage        | Stade um Bëschel                           | 14ª in Division Nationale |
| Marisca Miersch    | Mersch            | Terrain Schintgespesch                     | 2° in Promotion d'Honneur |
| Mondercange        | Mondercange       | Stadio Comunale                            | 12ª in Division Nationale |
| Mondorf            | Mondorf-les-Bains | Stade John Grün                            | 6ª in Division Nationale  |
| Progrès Niedercorn | Niedercorn        | Stade Jos Haupert                          | 2ª in Division Nationale  |
| RU Luxembourg      | Lussemburgo       | Stade Achille Hammerel                     | 8ª in Division Nationale  |
| Schifflange 95     | Schifflange       | Stade Rue Denis Netgen                     | 1° in Promotion d'Honneur |
| Swift Hesperange   | Hesperange        | Stade Alphonse Theis                       | Campione del Lussemburgo  |
| UNA Strassen       | Strassen          | Complexe Sportif Jean Wirtz                | 9ª in Division Nationale  |
| UT Pétange         | Pétange           | Stade Municipal                            | 4ª in Division Nationale  |
| Victoria Rosport   | Rosport           | VictoriArena                               | 11ª in Division Nationale |
| Wiltz 71           | Wiltz             | Stade Am Pëtz                              | 10ª in Division Nationale |

## Classifica
|       | Pos. | Squadra            | Pt | G  | V  | N  | P  | GF | GS | DR  |
| ----- | ---- | ------------------ | -- | -- | -- | -- | -- | -- | -- | --- |
|       | 1.   | Differdange 03     | 66 | 30 | 19 | 9  | 2  | 70 | 23 | +47 |
|       | 2.   | Swift Hesperange   | 61 | 30 | 18 | 7  | 5  | 66 | 35 | +31 |
|       | 3.   | F91 Dudelange      | 61 | 30 | 19 | 4  | 7  | 59 | 36 | +23 |
| [ 1 ] | 4.   | Progrès Niedercorn | 55 | 30 | 16 | 7  | 7  | 54 | 35 | +19 |
|       | 5.   | Jeunesse Esch      | 45 | 30 | 13 | 6  | 11 | 51 | 41 | +10 |
|       | 6.   | UNA Strassen       | 44 | 30 | 11 | 11 | 8  | 40 | 38 | +2  |
|       | 7.   | Victoria Rosport   | 44 | 30 | 12 | 8  | 10 | 45 | 44 | +1  |
|       | 8.   | UT Pétange         | 39 | 30 | 11 | 6  | 13 | 48 | 47 | +1  |
|       | 9.   | Mondorf            | 38 | 30 | 10 | 8  | 12 | 55 | 53 | +2  |
|       | 10.  | RU Luxembourg      | 38 | 30 | 11 | 5  | 14 | 46 | 58 | -12 |
|       | 11.  | Wiltz 71           | 33 | 30 | 7  | 12 | 11 | 43 | 52 | -9  |
|       | 12.  | Mondercange        | 32 | 30 | 8  | 8  | 14 | 33 | 57 | -24 |
|       | 13.  | Käerjeng 97        | 28 | 30 | 7  | 7  | 16 | 31 | 49 | -18 |
|       | 14.  | Fola Esch          | 28 | 30 | 8  | 4  | 18 | 33 | 61 | -28 |
|       | 15.  | Marisca Miersch    | 26 | 30 | 7  | 5  | 18 | 40 | 62 | -22 |
|       | 16.  | Schifflange 95     | 25 | 30 | 6  | 7  | 17 | 36 | 59 | -23 |

Legenda
      Campione del Lussemburgo e ammessa alla UEFA Champions League 2024-2025.
      Ammessa alla UEFA Conference League 2024-2025.
 Ammessa ai play-off promozione/retrocessione.
      Retrocessa in Éirepromotioun 2024-2025.
Regolamento:
Tre punti a vittoria, uno a pareggio, zero a sconfitta.
Note:

Allo Swift Hesperange  e Jeunesse Esch è stata rifiutata la licenza UEFA.

## Spareggio promozione-retrocessione
| Käerjeng 97 | 1 - 3 (dts) | Hostert   | Dudelange, 31 maggio 2024        |  |  |  |  |
| Fola Esch   | 3 - 2 (dts) | Rumelange | Mondorf-les-Bains, 2 giugno 2024 |  |  |  |  |
|             |             |           |                                  |  |  |  |  |